# Equazione di Butler-Volmer

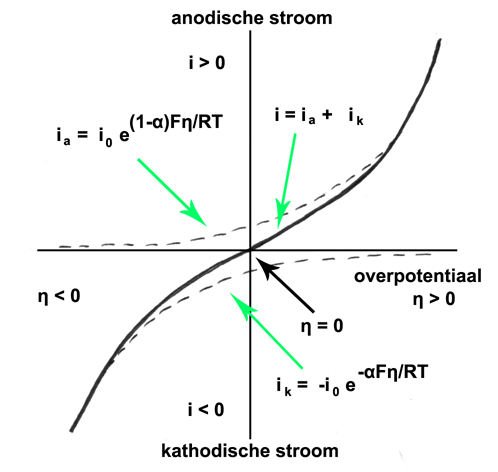
Rappresentazione della dipendenza tra corrente elettrica e sovratensione ricavata dall'equazione di Butler-Volmer. La corrente anodica e catodica sono indicate rispettivamente con i_{a} e i_{k}. La corrente totale è data da i = i_{a} + i_{k}. Le linee tratteggiate corrispondono al contributo anodico (in alto) e catodico (in basso) secondo la legge di Tafel, valida per elevati valori di sovratensione.

In elettrochimica, l'equazione di Butler-Volmer mette in correlazione la corrente elettrica circolante in una cella elettrochimica con il potenziale di cella nel caso in cui le reazioni di elettrodo siano controllate dal processo di trasferimento di carica elettrica agli elettrodi e non dal trasferimento di massa tra le superfici degli elettrodi e il bulk (la parte del solido abbastanza lontana dalle regioni del solido stesso in cui avvengono gli scambi di materia, quantità di moto e calore, da non percepirne gli effetti) dell'elettrolita.

Tale equazione può comunque essere generalizzata al caso in cui il processo avvenga sotto altre tipologie di controllo (ad esempio sotto controllo per trasporto di massa o sotto controllo misto).
L'equazione di Butler-Volmer deve il suo nome ai chimici John Alfred Valentine Butler e Max Volmer.

## Processo monostadio
Nel caso in cui la reazione di trasferimento di carica coinvolga il trasferimento di un singolo elettrone e avvenga in un singolo stadio, l'equazione di Butler-Volmer si scrive:
{\displaystyle I=A\cdot i_{0}\cdot \left\{\exp \left[{\frac {{\overleftarrow {\beta }}nF}{RT}}(E-E_{eq})\right]-\exp \left[-{\frac {(1-{\overleftarrow {\beta }})nF}{RT}}(E-E_{eq})\right]\right\}}
o in forma microscopica e più compatta:
{\displaystyle i=i_{0}\left\{\exp \left[{\frac {{\overleftarrow {\beta }}ne\eta }{k_{B}T}}\right]-\exp \left[-{\frac {(1-{\overleftarrow {\beta }})ne\eta }{k_{B}T}}\right]\right\}}
oppure:
{\displaystyle i=i_{0}\left[\exp \left({\frac {{\overleftarrow {\beta }}nF\eta }{RT}}\right)-\exp \left(-{\frac {{\overrightarrow {\beta }}nF\eta }{RT}}\right)\right]}
in cui:
- I è la corrente elettrica circolante nell'elettrodo (A)
- A è l'area della superficie elettrodica attiva (m2)
- i è la densità di corrente, data dal rapporto tra intensità di corrente I e l'area attiva dell'elettrodo A
- i0 è la densità di corrente di scambio (A/m2)
- E è il potenziale di elettrodo (V)
- Eeq è il potenziale di equilibrio (V)
- η è la sovratensione, data dalla differenza tra potenziale di elettrodo E e potenziale di equilibrio Eeq
- n è il numero di elettroni coinvolti nella reazione che avviene all'elettrodo
- e è la carica elementare
- F è la costante di Faraday[3]
- kB è la costante di Boltzmann
- R è la costante dei gas
- T è la temperatura assoluta (K)
- {\displaystyle {\overleftarrow {\beta }}} e {\displaystyle {\overrightarrow {\beta }}} sono dei coefficienti adimensionali che vengono chiamati rispettivamente "coefficiente di simmetria della barriera anodico" e "coefficiente di simmetria della barriera catodico".

### Derivazione dell'equazione di Butler-Volmer
La generica reazione redox che avviene in una cella elettrochimica può essere scritta nella forma:
{\displaystyle Ox+ne\leftrightharpoons Red}
in cui:
- Ox indica le specie ossidate
- Red indica le specie ridotte
- e indica un elettrone (o una mole di elettroni)
- n è il numero di elettroni (o il numero di moli di elettroni) coinvolti nella reazione redox.

Tale reazione redox può essere vista come una reazione di riduzione se letta da sinistra verso destra o come una reazione di ossidazione se letta da destra verso sinistra. In effetti in un sistema elettrochimico avvengono entrambe le reazioni di riduzione e ossidazione, ma ciascuna di esse avviene con diverse velocità di reazione (vRed e vOx) e la velocità di reazione complessiva vnet è data dalla somma delle due semireazioni:
vnet = vOx - vRed
assumendo che le equazioni cinetiche siano del primo ordine, si ha:
{\displaystyle v_{net}=k_{Ox}C_{Red}^{*}-k_{Red}C_{Ox}^{*}}
in cui:
- kOx e kRed sono rispettivamente la costante di velocità della reazione di ossidazione e la costante di velocità della reazione di riduzione;
- {\displaystyle C_{Ox}^{*}} e {\displaystyle C_{Red}^{*}} sono le concentrazioni in corrispondenza della superficie dell'elettrodo delle specie ossidate e ridotte.

Sfruttando l'equazione di Arrhenius, le costanti di velocità possono essere espresse come:
{\displaystyle k_{Ox}=A\cdot exp\left[-{\frac {\Delta G_{Ox}^{*}(E)}{RT}}\right]}
{\displaystyle k_{Red}=A\cdot exp\left[-{\frac {\Delta G_{Red}^{*}(E)}{RT}}\right]}
in cui:
- E è il potenziale di elettrodo
- A è una costante indipendente dal potenziale di elettrodo
- {\displaystyle \Delta G_{Red}^{*}(E)} e {\displaystyle \Delta G_{Ox}^{*}(E)} sono le energie di attivazione (espresse in termini di energia libera di Gibbs) della reazione di riduzione e della reazione di ossidazione; tali energie di attivazione dipendono dal potenziale di elettrodo E
- R è la costante dei gas
- T è la temperatura assoluta.

Nel caso in cui il potenziale di elettrodo E abbia valori abbastanza vicini al potenziale standard di riduzione E0, le energie di attivazione possono essere approssimate a:
{\displaystyle \Delta G_{Ox}^{*}(E)=\Delta G_{Ox}^{*}(E_{0})-{\overleftarrow {\beta }}nF(E-E_{0})}
{\displaystyle \Delta G_{Red}^{*}(E)=\Delta G_{Red}^{*}(E_{0})-{\overrightarrow {\beta }}nF(E-E_{0})}
essendo:
{\displaystyle {\overleftarrow {\beta }}=-{\frac {1}{nF}}\left({\frac {\partial \Delta G_{Ox}^{*}}{\partial \phi }}\right)_{\phi _{0}}}
{\displaystyle {\overrightarrow {\beta }}={\frac {1}{nF}}\left({\frac {\partial \Delta G_{Red}^{*}}{\partial \phi }}\right)_{\phi _{0}}}
{\displaystyle {\overleftarrow {\beta }}} e {\displaystyle {\overrightarrow {\beta }}} sono detti rispettivamente "coefficiente di simmetria di barriera anodico" e "coefficiente di simmetria di barriera catodico"; tali coefficienti assumono valori compresi tra 0 e 1, e la loro somma è sempre pari a 1. Vengono chiamati "coefficienti di simmetria" in quanto tanto più tali coefficienti si avvicinano a 0,5, tanto più la barriera di energia associata al processo elettrochimico è simmetrica.
La densità di corrente i per una reazione elettrochimica è data dal prodotto tra la velocità di reazione vnet, la costante di Faraday F e il numero di elettroni n coinvolti nella reazione:
i = vnet·nF
Sostituendo il valore di vnet con la differenza di vOx e vRed, si ha:
{\displaystyle i=v_{Ox}-v_{Red}=k_{Ox}C_{Red}^{*}-k_{Red}C_{Ox}^{*}}
tramite ulteriori sostituzioni si arriva all'espressione:
{\displaystyle i=k_{0}C_{Red}^{*}nF\cdot \exp \left[{\frac {{\overleftarrow {\beta }}nF(E-E_{0})}{RT}}\right]-k_{0}C_{Ox}^{*}nF\cdot \exp \left[-{\frac {(1-{\overleftarrow {\beta }})nF(E-E_{0})}{RT}}\right]}
a questo punto si introduce nell'equazione il potenziale di equilibrio Eeq, che è calcolato dall'equazione di Nernst:
{\displaystyle E_{eq}=E_{0}+{\frac {RT}{nF}}ln\left({\frac {C_{Ox}^{*}}{C_{Red}^{*}}}\right)}
si definisce inoltre la densità di corrente di scambio i0 come:
{\displaystyle i_{0}=k_{0}(C_{Red}^{*})^{(1-{\overleftarrow {\beta }})}(C_{Ox}^{*})^{\overleftarrow {\beta }}}
si ottiene quindi l'espressione:
{\displaystyle i=i_{0}\left\{\exp \left[{\frac {{\overleftarrow {\beta }}nF(E-E_{eq})}{RT}}\right]-\exp \left[-{\frac {(1-{\overleftarrow {\beta }})nF(E-E_{eq})}{RT}}\right]\right\}}
Introducendo la sovratensione η, si ha infine la seguente forma dell'equazione di Butler-Volmer:
{\displaystyle i=i_{0}\left\{\exp \left[{\frac {{\overleftarrow {\beta }}nF\eta }{RT}}\right]-\exp \left[-{\frac {(1-{\overleftarrow {\beta }})nF\eta }{RT}}\right]\right\}}

## Casi limite
Si possono avere due casi limite per l'equazione di Butler-Volmer:
- nel caso in cui E ≈ Eeq (cioè nella regione a bassi valori di sovratensione), l'equazione di Butler-Volmer si riduce alla seguente forma:

{\displaystyle i=i_{0}{\frac {nF}{RT}}(E-E_{eq})}
da cui si osserva che per E = Eeq la corrente che attraversa la cella elettrochimica è nulla;
- a elevati valori di sovratensione, l'equazione di Butler-Volmer si riconduce alla legge di Tafel, in particolare:
  - {\displaystyle E-E_{eq}=a-b\log(i)} per una reazione catodica, dove E << Eeq
  - {\displaystyle E-E_{eq}=a+b\log(i)} per una reazione anodica, dove E >> Eeq

in cui a e b sono costanti per una data reazione e a temperatura fissata. Tali costanti sono differenti per il processo anodico e per il processo catodico.

## Processi multistadio
Nel caso più generale in cui si abbia il trasferimento di più elettroni in più stadi, l'equazione di Butler-Volmer rimane formalmente invariata, tranne per il fatto che al posto del coefficiente di simmetria di barriera anodico va inserito il cosiddetto "coefficiente di trasferimento di carica anodico" (per cui il coefficiente di simmetria di barriera è uguale al coefficiente di trasferimento di carica solo nel caso in cui lo stadio cineticamente determinante sia rappresentato dal trasferimento di un singolo elettrone attraverso una sola reazione elementare):
{\displaystyle i=i_{0}\left[\exp \left({\frac {{\overleftarrow {\alpha }}nF\eta }{RT}}\right)-\exp \left(-{\frac {{\overrightarrow {\alpha }}nF\eta }{RT}}\right)\right]}
A differenza dei coefficienti di simmetria di barriera, la somma dei coefficienti di trasferimento di carica non è sempre uguale a uno (ma solo nel caso in cui tali coefficienti siano uguali ai coefficienti di simmetria della barriera).
Il coefficiente di trasferimento è pari a:
{\displaystyle {\overleftarrow {\alpha }}={\frac {n-{\overrightarrow {\gamma }}}{\nu }}-r{\overleftarrow {\beta }}}
in cui:
- n è il numero di cariche scambiate globalmente per atto unitario di reazione
- {\displaystyle \nu } è il numero stechiometrico, ovvero il numero di volte in cui avviene lo stadio cineticamente determinante per atto globale di reazione
- r è il numero di elettroni scambiati durante lo stadio cineticamente determinante
- {\displaystyle {\overrightarrow {\gamma }}} è il numero di step all'equilibrio prima dello stadio cineticamente determinante

Analogamente, il coefficiente di trasferimento catodico è pari a:
{\displaystyle {\overrightarrow {\alpha }}={\frac {n-{\overleftarrow {\gamma }}}{\nu }}-r{\overrightarrow {\beta }}}
per cui la loro somma non è pari a 1 (come invece avviene per i coefficienti simmetria anodico e catodico), bensì:
{\displaystyle {\overrightarrow {\alpha }}+{\overleftarrow {\alpha }}={\frac {n}{\nu }}}

## Controllo per trasferimento di materia
Nel caso di controllo per trasferimento di materia (cioè nel caso in cui lo stadio più lento sia il trasporto delle specie elettroattive dal bulk dell'elettrolita fino al piano di reazione e viceversa), l'equazione Butler–Volmer diventa:
{\displaystyle i=i_{0}\left\{\left({\frac {a_{OX}^{sol}}{a_{OX}^{b}}}\right)\exp \left[{\frac {{\overleftarrow {\beta }}nF\eta }{RT}}\right]-\left({\frac {a_{RED}^{sol}}{a_{RED}^{b}}}\right)\exp \left[-{\frac {(1-{\overleftarrow {\beta }})nF\eta }{RT}}\right]\right\}}
in cui:
- i pedici "OX" e "RED" si riferiscono alle specie elettroattive regenti il cui trasporto di materia rappresenta lo stadio cineticamente determinante del processo;
- {\displaystyle a_{OX}^{sol}} è l'attività del reagente in corrispondenza della superficie dell'anodo;
- {\displaystyle a_{OX}^{b}} l'attività del reagente in corrispondenza del bulk dell'anolita;
- {\displaystyle a_{RED}^{sol}} è l'attività del reagente in corrispondenza della superficie del catodo;
- {\displaystyle a_{OX}^{b}} l'attività del reagente in corrispondenza del bulk del catolita.

Tale forma dell'equazione di Butler-Volmer si riconduce alla forma dell'equazione sotto controllo per trasferimento di carica quando l'attività in corrispondenza della superficie dell'elettrodo è uguale l'attività nel bulk dell'elettrolita.